# Сфінгомієлінсинтаза
В ензимології сфінгомієлінсинтаза (КФ 2.7.8.27) — фермент, що каталізує хімічну реакцію
церамід + фосфатидилхолін {\displaystyle \rightleftharpoons } сфінгомієлін + 1,2-діацил-sn-гліцерол
Таким чином, двома субстратами цього ферменту є церамід і фосфатидилхолін, тоді як двома його продуктами є сфінгомієлін і 1,2-діацил-sn-гліцерол.
Цей фермент належить до сімейства трансфераз, зокрема тих, що переносять нестандартні заміщені фосфатні групи. Систематична назва цього класу ферментів — церамід:фосфатидилхолін—холінофосфотрансфераза . Інші загальновживані назви включають SM synthase, SMS1 і SMS2 .